# VIA Nano
Der VIA Nano ist ein Mikroprozessor der Firma VIA Technologies. Die Architektur, auf der er basiert, wurde 2004 angekündigt und am 28. Januar 2008 vorgestellt. Der Prozessor Via Nano wurde am 29. Mai 2008 der Öffentlichkeit präsentiert und ist seitdem für OEMs erhältlich; vor seinem Release war der Prozessor unter den Codenamen Isaiah und CN bekannt. Erste Systeme wurden im dritten Quartal 2008 erwartet. Die ersten Prototypen der Trinity-Plattform, auf der der Nano eingebaut werden soll, wurden auf der Computex im Jahr 2008 gezeigt.

## Technologie
Die Isaiah-Architektur des Nano ist von VIAs Tochterfirma Centaur Technology komplett neu entwickelt. Das Ziel war es, die Rechenleistung des C7 deutlich zu übertreffen, dabei jedoch den Strombedarf so gering wie möglich zu halten. Um den Hardwareherstellern einen einfacheren Wechsel von VIA C7 zum VIA Nano zu schaffen, ist der neue Prozessor zur alten 479-pin Infrastruktur pinkompatibel.
Wegen fehlender Lizenzen verwendet VIA dabei weiterhin sein eigenes VIA-V4-Busprotokoll, und nicht Intels AGTL+. VIAs Nano ist daher nicht zu Intels Sockel 479 Hardware (Chipsätzen, Mainboards, Laptops etc.) kompatibel. VIA-Nano-CPUs sind immer direkt aufgelötet, es gibt also keinen Sockel und sie sind nicht auswechselbar.

## Modelldaten

### Isaiah

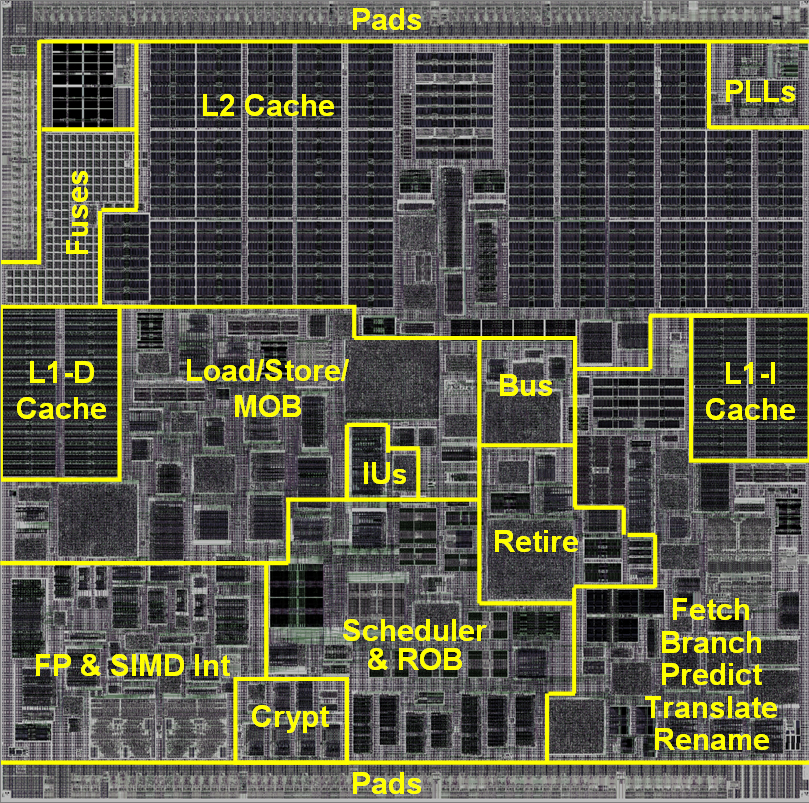
Isaiah-Die-Shot

- Revision:
- L1-Cache: 64 + 64 KB (Daten + Instruktionen)
- L2-Cache: 1024 KB mit Prozessortakt
- MMX, SSE, SSE2, SSE3, SSSE3, AMD64, NX-Bit, Intel VT (ab Stepping 3, davor deaktiviert)
- VIA PadLock: Hardware-Unterstützung für die AES-Verschlüsselung sowie die Hashing-Algorithmen SHA-1 und SHA-256
- VIA-V4 Busprotokoll mit 133, 200 MHz FSB (533, 800 MHz quadpumped FSB)
- Bauform: NanoBGA2, verwendet Intels 479-pin Infrastruktur, alle Modelle sind ungesockelt und werden direkt aufgelötet
- Betriebsspannung (VCore):
- Verlustleistung (TDP): 5–25 W
- Erscheinungsdatum: 29. Mai 2008
- Fertigungstechnik: 65 nm
- Die-Größe: 63,3 mm² bei 95 Millionen Transistoren
- Taktraten: 1,0–2,0 GHz
- Modellnummern VIA Nano 2000 Serie:[5]
  - L2100: 1,8 GHz mit 25 W TDP, 200 MHz FSB
  - L2200: 1,6 GHz mit 10 W TDP, 200 MHz FSB
  - U2250: 1,3+ GHz mit 10 W TDP, 200 MHz FSB
  - U2225: 1,3 GHz mit 10 W TDP, 200 MHz FSB
  - U2500: 1,2 GHz mit 5 W TDP, 200 MHz FSB
  - U1700: 1,0+ GHz mit 10 W TDP, 200 MHz FSB
  - U2300: 1,0 GHz mit 5 W TDP, 133 MHz FSB
- Modellnummern VIA Nano 3000 Serie:[5]
  - L3100: 2,0 GHz mit 25 W TDP, 200 MHz FSB
  - L3050: 1,8 GHz mit 25 W TDP, 200 MHz FSB
  - U3200: 1,4 GHz mit 5 W TDP, 200 MHz FSB
  - U3100: 1,3+ GHz mit 5 W TDP, 200 MHz FSB
  - U3300: 1,2 GHz mit 5 W TDP, 200 MHz FSB
  - U3500: 1,0 GHz mit 5 W TDP, 200 MHz FSB

## Benchmarks
Der VIA Nano leistet teilweise deutlich mehr als Intel Atoms der ersten Generation (z. B. dem Intel Atom Z 520). Aktuelle Atom-Prozessoren (z. B. Intel Atom C3538) haben allerdings die dreifache Singlecore-Performance und etwa die zwölffache Multicore-Performance dieses Ur-Atoms.
| Hersteller | CPU             | Jahr | Takt (MHz) | Single Core | Multi Core |
| ---------- | --------------- | ---- | ---------- | ----------- | ---------- |
| Intel      | Celeron M       | 2004 | 00900      | 00264       | 00204      |
| Intel      | Atom Z520       | 2008 | 01333      | 00196       | 00217      |
| VIA        | Nano L2207      | 2008 | 01600      | 00330       | 00296      |
| Intel      | Core2 Duo E8600 | 2008 | 03333      | 00637       | 02398      |
| Intel      | Core i7-860     | 2009 | 02933      | 01236       | 05025      |
| Intel      | Atom Z3745      | 2014 | 01333      | 00388       | 01018      |
| VIA        | Quadcore C4650  | 2015 | 02000      | 00527       | 01897      |
| Intel      | Atom T5700      | 2016 | 01700      | 00845       | 02039      |
| Intel      | Atom C3558      | 2017 | 02200      | 00876       | 02538      |
| Intel      | i9-9900K        | 2017 | 03600      | 02904       | 20421      |
| AMD        | Ryzen 9 3900    | 2019 | 04300      | 03020       | 30679      |

Der VIA Nano leistet teilweise deutlich mehr als der Intel Atom. Vor allem in arithmetisch-logischen Berechnungen kann sich ein gleichgetakteter Nano-Prozessor erheblich von dem Atom-Prozessor, aber auch von einem Intel Celeron M absetzen. Bei Gleitkommaberechnungen ist jedoch der Celeron M deutlich schneller, während der Isaiah nur knapp vor dem Intel Atom liegt. Im Vergleich zum VIA C7 hat sich die Leistung des Nano dennoch sowohl bei der ALU als auch bei der FPU ca. um den Faktor 2,5 verbessert. Somit hat man das Entwicklungsziel einer gegenüber dem C7 gesteigerten Leistung erreicht.

## Zukunft
Für Ende 2009 strebte VIA eine Umstellung der Strukturbreite von 65 nm auf 45 nm an. Mit dem neuen Fertigungsverfahren soll auch eine Dual-Core-Variante des Nano erscheinen. Des Weiteren werden in Zukunft höhere FSB-Frequenzen möglich sein, da der Umstieg auf einen anderen Sockel geplant ist.

## Marktposition
Durch Lieferprobleme bei Intels Atom-Prozessor wichen einige Hersteller auf den C7- wie auch den Nano-Prozessor aus und bauen diese in ihre Produkte ein. Ein weiterer Vorteil für VIA ist, dass der Nano bei vergleichbarer Leistungsaufnahme teilweise schneller als Intels Atom arbeitet.